# Чонта
Чонта́ (калм. чонта) — посёлок в Целинном районе Калмыкии. Входит в состав Ялмтинского сельского муниципального образования. Посёлок расположен на Приергенинской равнине, в 79 км к северо-востоку от села Троицкое.
Население — 79 человек (2012). Насчитывает всего 21 двор.

## Название
Название посёлка (калм. Чонта) можно перевести как «волково», «место, где есть волки» (калм. чон — волк; -та — суффикс совместного падежа)

## История
Дата основания не установлена. Впервые обозначен на американской карте 1950 года. С 1953 года — ферма совхоза «Балковский». На административной карте 1956 года населённый пункт обозначен как село Белореченка. Дата возвращения названия Чонта не установлена. С 1968 года — ферма совхоза «Ялмта».

## Физико-географическая характеристика
Посёлок расположен на северо-востоке Целинного района в пределах наклонной Приергенинской равнине, являющейся частью Прикаспийской низменности, на высоте 1 м над уровнем моря. Рельеф местности равнинный. Со всех сторон посёлок окружён пастбищными угодьями. К югу от посёлка расположено два безымянных водоёма.
По автомобильной дороге расстояние до столицы Калмыкии города Элиста составляет 93 км, до районного центра села Троицкого — 79 км. Ближайший населённый пункт — посёлок Ялмта, расположенный в 20 км к югу от Чонты.
В окрестностях посёлка распространены бурые пустынно-степные и бурые пустынные солонцеватые песчаные почвы в комплексе солонцами.
В посёлке, как и на всей территории Калмыкии, действует московское время.

## Население
| 2002 | 2010 | 2011 | 2012 |
| ---- | ---- | ---- | ---- |
| 38   | ↗67  | ↗78  | ↗79  |

Национальный состав
Согласно результатам переписи 2002 года большинство населения посёлка составляли даргинцы (76 %)
| Национальность | Численность (2010) | Процент |
| -------------- | ------------------ | ------- |
| Даргинцы       | 34                 | 64,2%   |
| Чеченцы        | 12                 | 22,6%   |
| Калмыки        | 7                  | 13,3%   |
| Всего          | 53                 | 100%    |

## Социальная инфраструктура
Социальная инфраструктура не развита. Ближайшие учреждения культуры (клуб, библиотека), образования (средняя школа, детский сад) расположены в административном центре сельского поселения — посёлке Ялмта. Медицинское обслуживание жителей посёлка обеспечивают фельдшерско-акушерский пункт в посёлке Ялмта и Целинная центральная районная больница. Ближайшее отделение скорой медицинской помощи расположено в Троицком.
Посёлок не газифицирован. Центральное водоснабжение отсутствует, потребность в пресной воде обеспечивается индивидуально, путём доставки воды к каждому домовладению. Водоотведение осуществляется за счёт использования выгребных ям.
Подъездная дорога с твёрдым покрытием отсутствует.